# WAL-журналювання
WAL-журналювання або журналювання із записом наперед (англ. Write-Ahead Logging) — це сукупність технологій для забезпечення атомарності та довговічності даних (дві із ACID властивостей) в системах керування базами даних.
В системах що використовують WAL-журналювання всі зміни спочатку записуються в журнал й тільки потім застосовуються до даних. Зазвичай в журналі зберігається інформація для застосування змін (redo) так й для їх відмови (undo).
Для побудови WAL-журналювання найчастіше використовують ARIES-алгоритм.
Журнальована файлова система зазвичай використовує різновид WAL-журналювання для зберігання своїх метаданих.